# Undisputed Attitude
Undisputed Attitude — сьомий студійний альбом американського треш-метал-гурту Slayer, випущений 28 травня 1996 року компанією American Recordings. Альбом майже повністю складається з кавер-версій панк-рок і гардкор-панк пісень, а також включає два треки, написані гітаристом Джеффом Ганнеманом у 1984 та 1985 роках для сайд-проекту під назвою Pap Smear. Кавер-версії пісень спочатку були записані такими гуртами як: Stooges, Minor Threat, T.S.O.L., D.R.I., D.I., Dr. Know, та Verbal Abuse.
Undisputed Attitude досяг 34 місця в Billboard 200.

## Запис
Undisputed Attitude був записаний на Capitol Studios у Лос-Анджелесі з Дейвом Сарді як продюсером і Ріком Рубіном як виконавчим продюсером. Записаний протягом трьох-чотирьох тижнів, він був в основному дітищем гітариста Керрі Кінга, який заявив, що вибрані пісні дуже вплинули на Slayer. Альбом спочатку мав включати матеріали класичних метал-виконавців, таких як Judas Priest, UFO та Deep Purple. Однак після кількох репетицій, за словами Кінга, «все пішло не по плану», тому гурт замість цього вирішив переспівувати панк-пісні.
Slayer розглядали можливість зробити кавер на психоделічний рок-гурт 1960-х років The Doors, оскільки вони вплинули на вокаліста та басиста Тома Араю. Коли його запитали, який трек вони планують записати, Арая відповів: «Можливо, „When the Music's Over“, „Five to One“, щось на зразок цього». Кавер на пісню Black Flag «Rise Above» був запропонований Рубіном, але був відкладений через те, що гурт не знав, як її аранжувати.
Гітарист Джефф Ганнеман написав чотири неопубліковані пісні в 1984—1985 роках під час участі в сайд-проекті Pap Smear, разом з колишнім барабанщиком Slayer Дейвом Ломбардо та гітаристом Suicidal Tendencies Роккі Джорджем. Гурт обрав дві найкращі пісні, а саме «Ddamm (Drunk Drivers Against Mad Mothers)» та «Can't Stand You». Композиція «Gemini» була написана Кінгом і Арайєю за кілька місяців до того, як вони почали записувати альбом. Кінг заявляв, що це єдина пісня Slayer на альбомі. Вона починається як дум-метал номер, а потім стає більш типовою піснею колективу
Виконаний гуртом кавер на пісню Minor Threat «Guilty of Being White» порушив питання про можливе повідомлення в пісні про «перевагу білої раси». Суперечка включала зміну рефрену «винний у тому, що білий» на «винний у тому, що правий» у кінці пісні. Це розлютило фронтмена Minor Threat Яна Маккея, який заявив, що «це так образливо для мене». Кінг сказав, що лірику було змінено на «лихий» гумор, сказавши, що гурт вважав расизм «смішним» у той час.

## Оцінка критиків і комерційний успіх
Undisputed Attitude був випущений 28 травня 1996 року і досяг 34 місця в чарті альбомів Billboard 200. Пол Котт з AllMusic прокоментував, що «Хоча Undisputed Attitude не є досконалим, це належна данина пам'яті гуртам, які надихнули Slayer відійти від традиційного металу». Сенді Масуо з Rolling Stone міркував: «деякі панк-пуристи, безсумнівно, будуть кричати, але коли пил осяде, важко сперечатися з віддачею Slayer». Чак Едді з Entertainment Weekly назвав інтерпретації Slayer «звичайним гардкор-панком» і зауважив, що гурт «здається, вважає, що грати якомога швидше і жорсткіше робить рок більш жорстким, але це просто ледачий трюк».
Рецензуючи бокс-сет Slayer 2003 року Soundtrack to the Apocalypse, Адрієн Бегранд з PopMatters назвав цей альбом «найслабшим у каталозі Slayer», а Майкл Робертс із Westword Online назвав запис «найбільшою помилкою» гурту.

## Треклист
Автори пісень вказані в назві
| #     | Назва | Оригінальний виконавець | Тривалість |
| ----- | --- | ----------------------- | ---------- |
| 1.    | «Disintegration/Free Money (Ерік Мастрокалос, Бретт Додвелл, Рой Гансен)»                                                   | Verbal Abuse            | 1:41       |
| 2.    | «Verbal Abuse/Leeches (Мастрокалос, Додвелл, Гансен)»                                                                       | Verbal Abuse            | 1:58       |
| 3.    | «Abolish Government/Superficial Love (Джек Грішем, Рон Еморі, Майк Рош, Тодд Барнс)»                                        | T.S.O.L.                | 1:48       |
| 4.    | «Can't Stand You (Джефф Ганнеман)»                                                                                          | Pap Smear               | 1:27       |
| 5.    | «D.D.A.M.M (Drunk Drivers Against Mad Mothers) (Джефф Ганнеман)»                                                            | Pap Smear               | 1:01       |
| 6.    | «Guilty of Being White (Ян Маккей)»                                                                                         | Minor Threat            | 1:07       |
| 7.    | «I Hate You (Мастрокалос, Додвелл, Гансен)»                                                                                 | Verbal Abuse            | 2:16       |
| 8.    | «Filler/I Don't Want to Hear It (Маккей, Лайл Преслар, Браян Бейкер, Джефф Нельсон»                                         | Minor Threat            | 2:28       |
| 9.    | «Spiritual Law (Кейсі Роєр)»                                                                                                | D.I.                    | 3:00       |
| 10.   | «Mr. Freeze (Кайл Тачер)»                                                                                                   | Dr. Know                | 2:24       |
| 11.   | «Violent Pacification (Спайк Кессіді, Курт Брехт)»                                                                          | D.R.I.                  | 2:38       |
| 12.   | «Richard Hung Himself (Роєр, Фредрік Такконе)»                                                                              | D.I.                    | 3:22       |
| 13.   | «I'm Gonna Be Your God (Джеймс Остерберг, Рон Ештон, Скотт Ештон, Девід Александр)» (оригінальна назва I Wanna Be Your Dog) | The Stooges             | 2:58       |
| 14.   | «Gemini (Керрі Кінг, Том Арая)»                                                                                             | Slayer                  | 4:53       |
| 33:01 | |                         |            |

Європейське видання
| #     | Назва                                                     | Оригінальний виконавець | Тривалість |
| ----- | --------------------------------------------------------- | ----------------------- | ---------- |
| 10.   | «Sick Boy (Колін «Джок» Бліт, Колін Абрахолл, Рос Ломас)» | GBH                     | 2:14       |
| 35:15 |                                                           |                         |            |

Японське видання
| #     | Назва                                           | Оригінальний виконавець | Тривалість |
| ----- | ----------------------------------------------- | ----------------------- | ---------- |
| 13.   | «Memories of Tomorrow (Майк Мюр, Луїш Майорга)» | Suicidal Tendencies     | 0:54       |
| 36:09 |                                                 |                         |            |

### Slayer
- Том Арая — бас, вокал
- Керрі Кінг — гітари
- Джефф Ганнеман — гітара
- Пол Бостаф — ударні

## Чарти
| Чарти (1996)                                         | Найвища позиція |
| ---------------------------------------------------- | --------------- |
| Австралія Australian Albums (ARIA)                   | 16              |
| Австрія Austrian Albums (Ö3 Austria)                 | 43              |
| Бельгія Belgian Albums (Ultratop Flanders)           | 38              |
| Бельгія Belgian Albums (Ultratop Wallonia)           | 44              |
| Канада Canada Top Albums/CDs (RPM)                   | 40              |
| Нідерланди Dutch Albums (MegaCharts)                 | 33              |
| Фінляндія Finnish Albums (Suomen virallinen lista)   | 27              |
| Франція French Albums (SNEP)                         | 43              |
| Німеччина German Albums (Offizielle Top 100)         | 45              |
| Японія Japanese Albums (Oricon)                      | 37              |
| Нова Зеландія New Zealand Albums (Recorded Music NZ) | 22              |
| Шотландія Scottish Albums (OCC)                      | 51              |
| Швеція Swedish Albums (Sverigetopplistan)            | 20              |
| Велика Британія UK Albums (OCC)                      | 31              |
| Велика Британія UK Rock & Metal Albums (OCC)         | 5               |
| США Billboard 200                                    | 34              |